# ドン・スノー
ドン・スノー（Don Snow、1957年1月13日 - ）は、ボーカリスト、ハモンドオルガン奏者、ピアニスト、ギタリスト、ベーシスト、ドラマー、サクソフォーン奏者。ケニア出身。ロックバンド、プロコル・ハルムの元メンバー。

## 略歴
ドン・スノーは、1957年、ケニアの首都ナイロビに生まれた。彼は、スクイーズ、シンセロス、プロコル・ハルム、ニュー・ウェイヴアクトのザ・キャッチ（The Catch）との活動で主に知られている。また、ヴァン・モリソンのツアーにもしばしば同行し、モリソンのアルバムのうち3作品でハモンドオルガンやピアノの演奏を披露している。
1992年12月、名前をジョン・サヴァンナ（Jonn Savannah）に改めた。現在は、アメリカ合衆国東部のニュージャージー州メドフォード (en) に住んでいる。